# آلیشا کلارک
آلیشا آنجلیکا کلارک (انگلیسی: Alysha Angelica Clark؛ زادهٔ ۷ ژوئیهٔ ۱۹۸۷) بازیکن بسکتبال اهل ایالات متحده آمریکا-اسرائیل است.